# Етнічні чистки грузинів в Абхазії

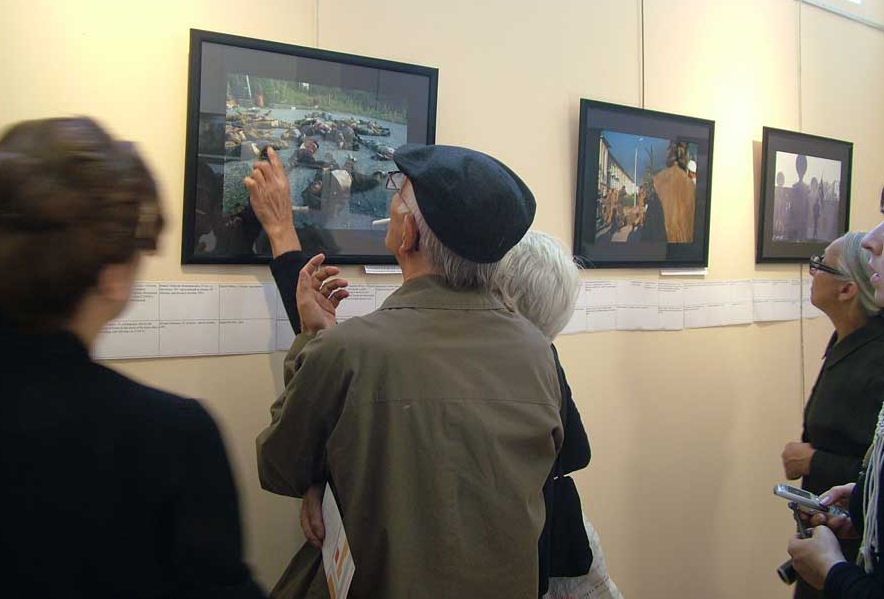
12-ті роковини етнічних чисток в Абхазії, які відзначалися у Тбілісі в 2005 році. Один із відвідувачів галереї впізнав на фотографії свого мертвого сина.

Етні́чні чи́стки грузи́нів в Абха́зії, також відомі як масові вбивства грузинів в Абхазії або геноцид грузинів в Абхазії (груз. ქართველთა გენოციდი აფხაზეთში) — етнічні чистки, масові вбивства і насильницьке масове вигнання тисяч етнічних грузинів Абхазії абхазькими сепаратистами та їхніми союзниками (у тому числі можливими добровольцями з Росії)під час грузино-абхазького конфлікту 1992—1993 років та в 1998 році. Серед убитих були і вірмени, греки, росіяни та помірковані абхази. Приблизно від 200 до 250 тисяч грузинських мирних жителів стали внутрішньо переміщеними особами.
Факти етнічних чисток і різанини грузинів було офіційно визнано конвенціями Організації з безпеки і співробітництва в Європі в 1994, 1996 та 1997 роках під час Будапештського, Лісабонського і Стамбульського самітів, а «винуватців воєнних злочинів, скоєних під час конфлікту», засуджено. 15 травня 2008 Генеральна Асамблея ООН прийняла (14 голосами проти 11, при цьому 105 утрималося) резолюцію A/RES/62/249, в якій «підкреслює важливість збереження майнових прав біженців і внутрішньо переміщених осіб з Абхазії (Грузія), включаючи жертв засвідчених етнічних чисток, та закликає всі держави-члени утримати осіб, які перебувають під їхньою юрисдикцією, від придбання власності на території Абхазії (Грузія) у порушення прав репатріантів». Рада Безпеки ООН ухвалила низку резолюцій, у яких вона закликала до припинення вогню.

## Передумови
До війни 1992 року грузини складали майже половину населення Абхазької автономії, тоді як абхази становили менш ніж одну п'яту частину населення. Зовсім інакше стояли справи в 1926 році, коли ці дві групи населення були майже рівновеликі, налічуючи близько третини кожна, при цьому решту складали росіяни, вірмени і греки. Великомасштабне заселення Абхазії грузинами, росіянами і вірменами непомірно збільшило чисельність цих трьох груп населення: під 1989 рік грузинське населення зросло майже вчетверо зі 67 494 жителів до 239 872, вірмен в Абхазії побільшало втричі, а росіян — у шість разів, тоді як кількість абхазів навіть не подвоїлася.

## Військовий конфлікт в Абхазії
У 1992 році політична обстановка в Абхазії набула рис військового протистояння між урядом Грузії та абхазькими сепаратистами. Бойові дії пожвавилися, коли війська Міністерства внутрішніх справ і оборони Грузії разом з підрозділами поліції взяли Сухумі і підійшли до міста Гудаута. Ініційована грузинами в Сухумі політика етнічної вибірковості створила одночасно біженців і ядро бійців, рішуче налаштованих відвоювати втрачені домівки. Проте у міру розгортання війни абхазькі сепаратисти проводили ту саму політику насильницького масового переселення етнічних грузинів з їхніх домівок, що насильно позбавило власних осель 250 000 осіб. Як гадають, завдяки допомозі з Росії, їм удалося переозброїтися і організувати «добровольчі батальйони» з Північного Кавказу. На думку політолога Георгія Мирського, російська військова база в Гудауті «постачала абхазькій стороні зброю і боєприпаси». Що більше, додає він, «ніколи не надавали ніяких прямих доказів цього, але було б наївно вважати, що танки, ракети, гаубиці, артилерійські системи та інше важке озброєння, яке нарощували сили антигрузинської коаліції, використовуючи його у своїй війні, було захоплено у противника». Ця антигрузинська військова коаліція складалася з північнокавказької групи «Конфедерація гірських народів Кавказу», чеченської дивізії Шаміля Басаєва «Сірий вовк», вірменського батальйону «Баграмян», козаків, бойовиків із Придністров'я та різних російських спецпідрозділів. За словами політолога Бруно Коппітерса, «західні уряди запустили певні дипломатичні ініціативи в Організації Об'єднаних Націй і склали звернення до Москви з метою зупинити активне залучення її збройних сил до конфлікту. Рада безпеки ООН прийняла ряд резолюцій, в яких закликає припинити вогонь, і засудила абхазьку політику етнічних чисток».
Зіткнувшись із сотнями тисяч етнічних грузинів, які не бажали покидати свої домівки, абхазька сторона запустила процес етнічної чистки з метою вигнання і ліквідації грузинського етнічного населення в Абхазії.
Точна кількість загиблих під час етнічних чисток є предметом дискусій, однак вона коливається від 8 000 до 10 000 осіб, не включаючи цивільних, убитих у 1998 році під час сепаратистського наступу на Гальський район. Приблизно від 200 до 250 тис. етнічних грузинів було вигнано зі своїх осель. Кампанія етнічних чисток також торкнулася і росіян, вірмен, греків, поміркованих абхазів та інших дрібних етнічних груп, що проживають в Абхазії. Більш ніж 20 000 будинків, що належали етнічним грузинам, було знищено. Сотні шкіл, дитячих садків, церков, лікарень, історичних пам'яток було розграбовано і зруйновано.
Національна доповідь Державного департаменту США 1994 року описує сцени масових порушень прав людини, що підтвердила і «Human Rights Watch» на основі своїх власних вислідів. За даними Національного звіту Держдепу США про конфлікт в Абхазії (Грузія):
Після закінчення війни уряд Грузії, ООН, ОБСЄ, а також самі біженці почали досліджувати і збирати докази, що підтверджують факти геноциду, етнічних чисток і депортації, які проводила абхазька сторона в ході конфлікту. В 1994 році і потім у 1996 році ОБСЄ під час Будапештського саміту дала своє офіційне визнання етнічних чисток грузинів в Абхазії і піддала осуду «виконавців воєнних злочинів, скоєних під час конфлікту».
У березні 2006 року Гаазький трибунал щодо воєнних злочинів оголосив, що розглянув усі документи, представлені грузинською стороною, та після повномасштабного розслідування дійшов висновку, що підтримає звинувачення і розпочне судові слухання проти кампанії етнічної чистки, воєнних злочинів і терору, заподіяних етнічним грузинам в Абхазії.
За словами Кетрін Дейл з Управління Верховного комісара ООН у справах біженців:

## Факти етнічної чистки (1992—1993)
| Ліві лапки | Грузинське командування хотіло провести в Абхазії бліцкриг ... Та не все вирішується танками і «градами». Абхази не мають іншої землі, нам немає куди йти. Але і грузини більше не можуть тут жити. В Абхазії вони можуть тільки померти. (Віталій Смир, 1992) | Праві лапки |

Нижче наведено кілька прикладів з Гельсінських доповідей «Human Rights Watch» і документації, поданої на розгляд в ООН і в Гаазький трибунал щодо воєнних злочинів.

### Падіння Гагри
3 вересня 1992 року за посередництва Росії між грузинською стороною та абхазькими сепаратистами було підписано угоду, яка зобов'язувала Грузію вивести свої військові сили з міста Гагра. Угода змушувала абхазьких сепаратистів із Гудаути не проводити свої атаки на місто. Незабаром після цього грузинські сили, які включали батальйони «Шавнабада», «Аваза» і «Білий Орел» (разом з танками і важкою артилерією), покинули місто. Залишилися тільки невеличкі осередки збройних груп (з добровольчих підрозділів етнічних грузинів Гагри). Проте 1 жовтня абхазька сторона порушила угоду і почала повномасштабний наступ на Гагру. Атака була добре скоординована і здійснена головним чином силами чеченських (під командуванням Шаміля Басаєва) та інших північнокавказьких бойовиків. Тим часом у Гагрі невеликі грузинські загони втратили контроль над міськими околицями (Леселідзе і Колхіда) і, зрештою, були знищені в центрі міста до кінця 1 жовтня. З падінням міста грузинське населення Гагри опинилося в руках сепаратистів і їхніх союзників. Під час падіння Гагри було скоєно перші великі масові вбивства і етнічні чистки.
Коли сепаратистські бойовики увійшли в місто, цивільні особи стали об'єктом масового вбивства. Людей різного віку зганяли докупи з Гагри, Леселідзе, Колхіди і вбивали. Основними цілями були молоді люди і діти. Згідно з розповіддю очевидця:
«Коли я повернувся додому, я був здивований, побачивши багато озброєних людей на вулиці. Вони мовчали, я прийняв одного з них за свого сусіда-грузина і сказав грузинською: „Як справи?“ Він схопив мене за зап'ясток і сказав: „Мовчи“. Я не боявся за себе, я думав, чи не вбили вони мою сім'ю. Він запитав мене російською: „Де твоя малеча? Ми тебе не вб'ємо, ми вб'ємо їх“. Я сказав, що їх тут немає, що тут залишилися тільки старі.»
Жінки і молоді дівчата, схоплені бойовиками, ставали жертвами зґвалтувань і катувань. Одна літня грузинка, яка пережила в Гагрі той жовтневий напад, розповіла таке: «Вони привели сліпого і його брата, який завжди був при ньому. Почали бити прикладом сліпого, його брата і його дружину, називаючи його: „собако!“ та стусаючи його. Той звалився. Я побачила кров. Один із солдатів сказав: „Ми не будемо тебе вбивати, але де дівчатка?“ Я сказала, що немає жодної.»
Після падіння Гагри переможці почали мародерствувати, ґвалтувати і катувати з подальшими самочинними стратами всіх, хто потрапив у полон і не зміг вчасно втекти з міста. 1 жовтня о 17:00 мирних жителів у кількості приблизно 1000—1500 осіб зігнали і на футбольний стадіон у центрі Гагри, де взяли під варту. 6 жовтня близько 50 цивільних осіб знайшли повішеними на електричних стовпах. Незабаром після цього діти, люди похилого віку, жінки і чоловіки, яких утримували на футбольному стадіоні, були розстріляні і скинуті у спільні могили неподалік стадіону.
Російський військовий спостерігач Михайло Дем'янов (якого грузинська сторона звинувачувала в тому, що він був військовим радником лідера сепаратистів Ардзінби) розповів «Г'юман Райтс Вотч»:
Спостерігачі ООН почали розслідувати і збирати всі факти щодо воєнних злочинів під час падіння Гагри. Заступника Голови Верховної Ради Абхазії Михайла Джинчарадзе витягли зі свого кабінету і стратили.

### Різанина в Камані
Після невдалої спроби сепаратистських сил та їхніх союзників 14 березня 1993 року штурмувати Сухумі абхази розвернули свої основні сили у бік північної ділянки фронту, який розділяв утримувані грузинами Сухумі та контрольовані сепаратистами території. 4 липня бойовики з Конфедерації гірських народів Кавказу, абхазькі формування і вірменський батальйон «Баграмян», доставлені нібито російськими військово-морськими силами у місто Ткварчелі, почали свій наступ на півночі Сухумського району. Грузинські сили і місцеві добровольчі підрозділи (в тому числі члени УНА-УНСО, які воювали на грузинському боці як добровольці), дислоковані в селах Шрома, Таміші і Камані, були захоплені зненацька. 5 липня, після інтенсивних боїв, грузини за кілька годин втратили аж 500 осіб. Село Камані попало в руки сепаратистським утворенням і їхнім північнокавказьким союзникам. Камані було заселене головним чином сванами (субетносом грузинського народу) і православними черницями, які жили в церкві святого Георгія, розміщеній у самому центрі села. Місцеві селяни (в тому числі жінки і діти) стали жертвами різанини, а церква святого Георгія стала місцем кривавої лазні. Черниць ґвалтували і вбивали перед православними священиками — отцем Юрієм Ануа і отцем Андрієм. Обох священиків вивели з церкви і спитали про право власності на землю в Абхазії. Після відповіді, що земля Абхазії ні грузинська, ні абхазька, а Божа, їх застрелив боєць Конфедерації. Разом з отцем Юрієм Ануа і отцем Андрієм, убили ще одного священика, етнічного абхаза, якого примушували застрелити отця Андрія, перш ніж було вбито його самого. Було знищено приблизно 120 жителів села.

### Галі
Після падіння Сухумі єдиною місцевістю в Абхазії, яка зберегла велике етнічно грузинське населення, був район Галі. Етнічний склад Гальського району відрізнявся від решти Абхазії. Район здебільшого населяли етнічні грузини і він ніколи під час війни не перебував у зоні будь-яких воєнних дій. На початку 1994 року абхазькі сепаратисти, зіткнувшись із реальністю великої етнічної грузинської присутності у межах Абхазії, продовжили політику етнічної чистки і насильницького вигнання етнічних грузинів. Спостерігачі ООН стали свідками того, як розгорталися події 1994 року. З 8 по 13 лютого абхазьке сепаратистське ополчення і їхні союзники напали на села та інші населені пункти Гальського району, чинячи вбивства і зґвалтування та знищуючи будинки (в результаті було зруйновано близько 4200 будинків). Попри присутність російських миротворчих сил від СНД у 1995—1996 роках тривали різанина і масові вбивства етнічних грузинів, що призвело до 450 смертей і тисяч вимушених переселенців, які ринулися в східному напрямку.

## Післявоєнний період
Наслідки етнічних чисток в Абхазії виявилися нищівними для грузинського суспільства. Війна і подальші систематичні етнічні чистки вилилися у приблизно 200—250 тисяч внутрішньо переміщених осіб, що втекли в різні райони Грузії, здебільшого у Мінгрелію (112 208 людей; УВКБ ООН, червень 2000 року). У Тбілісі і в інших куточках Грузії біженці займають для тимчасового проживання сотні готелів, гуртожитків і покинутих радянських військових казарм. Багатьом із них у пошуках роботи доводиться їхати в інші країни, насамперед у Росію.
На початку 90-х біженці, проживаючи в Грузії, противилися інтеграції в грузинське суспільство. Уряд Грузії не сприяв асиміляції біженців, побоюючись «втратити один із аргументів на користь збереження панування над Абхазією».
З 1994 по 1998 рік близько 60 000 грузинських біженців стихійно повернулися в Гальський район Абхазії, але десятки тисяч змушені були знову переселятися, коли в 1998 році в Гальському районі поновилися бойові дії. І все ж таки, з 1998 року в Гальський район повернулися від 40 до 60 тис. біженців, включаючи осіб, які щодня їздять на роботу і назад через лінію припинення вогню, та сезонних робітників, що мігрують відповідно до сільськогосподарських циклів. Ситуація з правами людини в населених грузинами місцевостях Гальського району залишається нестійкою. ООН та інші міжнародні організації досі безуспішно закликають абхазькі фактичні органи влади «утримуватися від вжиття заходів, несумісних із правом на повернення і з міжнародними нормами у галузі прав людини, такими як дискримінаційне законодавство … [та] співпрацювати при створенні постійного міжнародного бюро з прав людини в Галі і допускати цивільну поліцію ООН без подальшого зволікання».